# Beatrix von Storchová
Beatrix von Storchová (* 27. května 1971 Lübeck, Německo), plným jménem Beatrix Amelie Ehrengard Eilika von Storch, je německá politička za stranu Alternativa pro Německo (AfD).

## Politické působení
Od července 2014 byla poslankyní Evropského parlamentu. Zvolena byla za německou AfD. Původně patřila ke skupině Evropští konzervativci a reformisté, ale z té jí spolu s kolegou Marcusem Pretzellem hrozilo vyloučení po výrocích o možném použití střelných zbraní proti ilegálním imigrantům v dubnu 2016. Proto z této skupiny odešla a stala se členkou skupiny Evropa svobody a přímé demokracie.
V AfD zastává funkci místopředsedkyně strany. Společně se svým manželem má vazby na několik pravicových organizací. Od 24. září 2017 je poslankyní Německého spolkového sněmu za AfD. Mandát v Evropském parlamentu přenechala stranickému kolegovi.

## Původ a studium
Pochází z původně velkovévodského rodu Oldenburků. Do starobylé rodiny svobodných pánů Storchů se provdala v říjnu 2010 sňatkem se Svenem von Storch. Dříve, než vystudovala právo na Heidelberské a na Lausannské univerzitě, pracovala jako bankéřka. Po studiu a před svým vstupem do politiky pracovala v Berlíně v právnickém oboru. Je bezdětná.